# La Fille aux allumettes
Pour plus de détails, voir Fiche technique et Distribution.
La Fille aux allumettes (Tulitikkutehtaan tyttö) est un film finlandais réalisé par Aki Kaurismäki, sorti en 1990.
Le titre est une référence au conte La Petite Fille aux allumettes, dont le scénario s'inspire très librement.

## Synopsis
Une jeune femme travaille dans une fabrique d'allumettes et se fait abuser par sa famille et par l'homme qu'elle prend pour son prince charmant.

## Fiche technique
- Titre : La Fille aux allumettes
- Titre original : Tulitikkutehtaan tyttö
- Réalisation : Aki Kaurismäki
- Scénario : Aki Kaurismäki, librement inspiré du conte La Petite Fille aux allumettes
- Photographie : Timo Salminen
- Montage : Aki Kaurismäki
- Décors : Risto Karhula
- Costumes : Tuula Hilkamo
- Production : Katinka Faragó, Aki Kaurismäki et Klas Olofsson
- Pays de production :  Finlande et  Suède
- Langue originale : finnois
- Format : couleur (Eastmancolor) - 1,85:1 - 35 mm - son mono
- Genre : comédie dramatique
- Durée : 69 minutes
- Dates de sortie : 
  - Finlande : 12 janvier 1990
  - France : 2 mai 1990

## Distribution
- Kati Outinen : Iris
- Esko Nikkari : le beau-père d'Iris
- Elina Salo : la mère d'Iris
- Vesa Vierikko : Aarne, l'amant d'Iris
- Reijo Taipale : le chanteur
- Silu Seppälä : le frère d'Iris